# Corporação Cipriota de Radiodifusão
A Corporação Cipriota de Radiodifusão (CyBR) é uma televisão pública de Chipre. O canal é membro ativo da União Europeia de Radiodifusão (EBU) , e responsável pela presença do seu país na Eurovisão.

## Canais de televisão[2]
- CyBC 1 (RIK 1)
- CyBC 2 (RIK 2)
- CyBC HD
- RIK Sat